# دی‌لایو
دی‌لایو (به انگلیسی: DLive) یک سرویس پخش زنده ویدیو آمریکایی است که در سال ۲۰۱۷ تأسیس شد و در سال ۲۰۱۹ توسط شرکت بیت‌تورنت خریداری شد. به دلیل اجرای ضعیف دستورالعمل‌های محتوای ممنوعه توسط سایت، دی‌لایو در میان ملی‌گرایان سفیدپوست، نظریه‌پردازان تئوری توطئه، نئونازی‌ها و سایر افراط‌گرایان به یک جایگزین محبوب برای یوتیوب و توییچ تبدیل شده‌است.همچنین این سایت توسط گیمرها به عنوان جایگزینی برای توییچ استفاده می‌شود.
DLive از زنجیره بلوکی (بلاک چین) برای سرورها و سازوکارهای دونیت خود استفاده می‌کند. در ابتدا بر روی بلاک چین استیمیت کار می‌کرد و بعد از خرید توسط بیت‌تورنت در سال ۲۰۱۹ به شبکه ترون تبدیل شد.